# Apis mellifera adamii
Apis mellifera adamii este o subspecie din insula Creta a albinei melifere europene (Apis mellifera).